# ウィリアム・グリフィス (1715年没)
ウィリアム・グリフィス（英語: William Griffith、ウィリアム・グリフィス2世（William Griffith II）とも、1687年ごろ – 1715年3月10日）は、グレートブリテン王国の政治家。1708年から1715年まで庶民院議員を務めた。

## 生涯
ジョン・グリフィス（John Griffith、1687年没）とエリザベス・バークリー（Elizabeth Bulkeley、第2代バークリー子爵ロバート・バークリーの娘）の長男として、1687年ごろに生まれた。1703年6月8日にオックスフォード大学クライスト・チャーチに、同年にインナー・テンプルに入学した。
トーリー党に所属しており、1708年イギリス総選挙ではカーナーヴォンシャー選挙区の現職議員である第5代準男爵サー・ジョン・ウィンが80歳と高齢だったため、その後任として出馬を表明した。母方の親族にあたる第4代バークリー子爵リチャード・バークリーはグリフィス支持を表明したが、トーリー党からは第3代準男爵サー・ロジャー・モスティンも立候補しており、ホイッグ党はトマス・ウィンが出馬した。バークリー子爵が仲裁した結果、ジョン・ウィンが引き続きカーナーヴォンシャー選挙区で選出され、グリフィスは代わりにカーナーヴォン・バラ選挙区から出馬して当選した。仲裁の結果に同意しなかったトマス・ウィンはこのときはなすすべがなかった。その後、グリフィスは1709年から1710年にかけてカーナーヴォンシャー州長官を務めた。
議会ではトーリー党員として投票し、1710年にヘンリー・サシェヴェレルの弾劾裁判で反対票を投じた。同年の総選挙で無投票再選を果たしたが、1712年10月ごろに寝返ってトマス・ウィンを支持するようになった。この寝返りの理由としては、グリフィスがかねてより狙っていたカーナーヴォン城総督の官職が1713年9月にバークリー子爵に奪われたことや、カウンティ選挙区で当選したいこと、ホイッグ党所属の弟ジョンの影響が挙げられる。理由が何にせよ、トマス・ウィンと組んだグリフィスは1713年イギリス総選挙でカーナーヴォン・バラ選挙区の議席をトマスに譲り、代わりにカーナーヴォンシャー選挙区から出馬した。グリフィスは投票が終わらないうちに選管から当選を宣告されるほどの圧勝に終わり、対立候補の第3代準男爵サー・ロジャー・モスティンは選挙申し立てをしたが、結局グリフィスの当選が確定した。
ホイッグ党所属のトマス・ウィンと組んだが、1715年イギリス総選挙の時点でもトーリー党所属とされた。グリフィスは難なく再選したが、その1か月後の3月10日に死去、4月に行われた補欠選挙では弟ジョンが無投票で当選した。遺産も弟ジョンが継承した。

## 家族
妻メアリー・レイク（Mary Lake、初代準男爵サー・ビバイ・レイクの娘）との間で子供はいなかった。